# Cirripectes polyzona
Cirripectes polyzona är en fiskart som först beskrevs av Bleeker, 1868.  Cirripectes polyzona ingår i släktet Cirripectes och familjen Blenniidae. Inga underarter finns listade i Catalogue of Life.